# CHKDSK

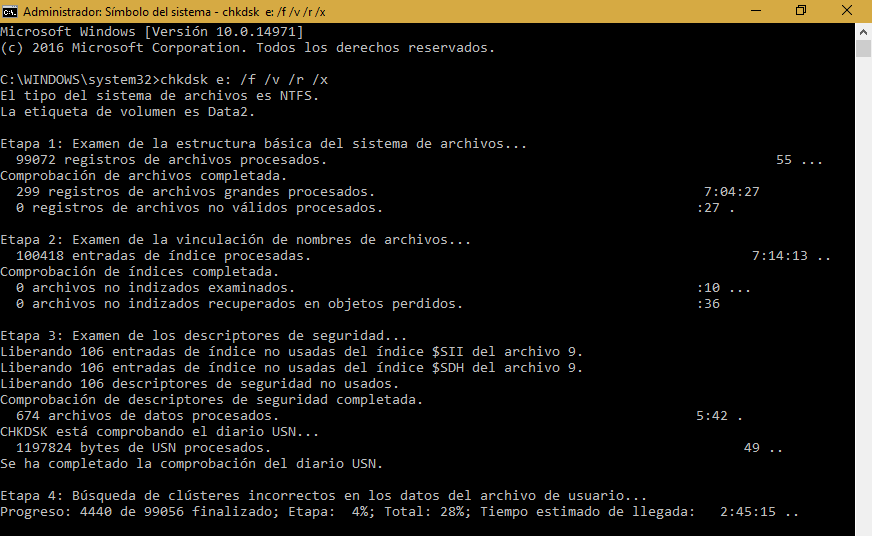
Chkdsk ejecutándose en una ventana de consola sobre Windows 10. En tanto se ejecute sobre discos o particiones que no sean la del sistema operativo o de software actualmente en ejecución, CHKDSK puede desmontar las unidades para verificarlas y corregir errores (por medio del parámetro /X, como se muestra en la imagen), sin hacer que Windows quede inutilizable durante su ejecución.

CHKDSK (nombre corto para Checkdisk) es un comando utilizado en computadoras que funcionan bajo los sistemas operativos DOS y Microsoft Windows, y es utilizado para comprobar la integridad tanto de unidades de disco duro como unidades de disco flexible, y para reparar errores lógicos en el sistema de archivos. Es similar al comando fsck bajo Unix.
En computadoras que operan bajo versiones de Windows basadas en NT, CHKDSK puede verificar la superficie física del disco en búsqueda de errores físicos o sectores dañados. CHKDSK puede manejar algunos errores físicos y recuperar la información que sigue siendo legible.

## CHKDSK en Windows basados en NT
El CHKDSK se puede ejecutar desde el Shell de Windows, el símbolo del sistema o la Consola de Recuperación de Windows. Una opción para CHKDSK es el uso del parámetro /R desde la línea de comandos, que le permite al programa reparar daños que encuentre en el disco duro.
La ejecución de CHKDSK puede tardar algún tiempo, especialmente si se utiliza el parámetro /R, y los resultados a menudo no son visibles por varias razones. La primera y más importante porque los resultados de CHKDSK al cabo en el reinicio en Windows 2000 o en sistemas operativos posteriores, se escriben en el Application Log, con un archivo de nombre Wininit o Winlogon y se puede ver con el Visor de sucesos. En el Windows 7, busque los sucesos con un archivo de nombre "Chkdsk".
La versión estándar de CHKDSK admite los siguientes parámetros:
CHKDSK [volumen[[ruta]nombre de archivo]]] [/F] [/V] [/R] [/X] [/I] [/C] [/L[:tamaño]] [/B] [/scan] [/spotfix]
| Filename            | FAT solamente. Especifica el archivo o conjunto de archivos para comprobar su fragmentación. Los caracteres comodín (* y ?) Están permitidos.                                                                                  |
| Path                | FAT solamente. Especifica la ubicación de un archivo o conjunto de archivos dentro de la estructura de carpetas del volumen.                                                                                                   |
| Size                | NTFS solamente. Cambia el tamaño del archivo de registro a un número especificado de kilobytes. Se debe utilizar con el modificador /l.                                                                                        |
| Volume              | FAT y NTFS (el soporte con NTFS no es oficial pero funciona normalmente). Especifica la letra de unidad (seguida por dos puntos), un punto de montaje o el nombre de un volumen.                                               |
| /C                  | NTFS solamente. Omite la comprobación de ciclos dentro de la estructura de carpetas. Los modificadores /i o /C reducen la cantidad de tiempo necesario para ejecutar Chkdsk omitiendo ciertas comprobaciones en el volumen.    |
| /F                  | Corrige errores en el volumen. El volumen debe ser bloqueado. Si CHKDSK no puede bloquear el volumen, lo comprobará la próxima vez que se inicia el equipo.                                                                    |
| /i                  | NTFS solamente. Realiza una comprobación menos exhaustiva de las entradas en el índice. Los modificadores /i o /C reducen la cantidad de tiempo necesario para ejecutar Chkdsk omitiendo ciertas comprobaciones en el volumen. |
| /L[:size]           | NTFS solamente. Muestra el tamaño actual del archivo de registro. Si el tamaño se especifica, cambia el archivo de registro al nuevo tamaño (en kilobytes).                                                                    |
| /P                  | Comprueba el disco, incluso si no está marcado como "sucio" (sólo disponible en la Consola de Recuperación). |
| /R                  | Localiza los sectores defectuosos y recupera la información legible (implica /f y /p). Los datos ilegibles se pierden. Si CHKDSK no puede bloquear el volumen, lo comprobará la próxima vez que se inicia el equipo.           |
| /V                  | En FAT: Muestra la ruta completa y el nombre de cada archivo en el volumen. En NTFS: muestra mensajes de limpieza, en caso de haberlos.                                                                                        |
| /X                  | NTFS solamente. Obliga al volumen a desmontarse primero, si es necesario. Todos los identificadores abiertos al volumen son entonces válidos (implica /f).                                                                     |
| /B                  | NTFS solamente, desde Vista. Borra la lista de sectores defectuosos en el volumen y vuelve a escanear todos los grupos de errores (implica /r).                                                                                |
| /?                  | Muestra la lista de parámetros disponibles CHKDSK. |
| /Scan               | Solo NTFS: ejecuta un examen en línea en el volumen. |
| /Forceofflinefix    | Solo NTFS: (se debe usar con /scan). Omite todas las reparaciones en línea; todos los defectos encontrados se ponen en cola para su reparación sin conexión (es decir, "chkdsk /spotfix").                                     |
| /Perf               | Solo NTFS: (se debe usar con /scan). Usa más recursos del sistema para completar un examen lo más rápido posible. Esto podría afectar negativamente al rendimiento de otras tareas que se ejecuten en el sistema.              |
| /Spotfix            | Solo NTFS: ejecuta una corrección puntual en el volumen. |
| /Sdcleanup          | Solo NTFS: recolecta los elementos no usados en los datos no necesarios del descriptor de seguridad (implica el uso de /F). |
| /Offlinescanandfix  | Ejecuta un examen y reparación sin conexión en el volumen. |
| /Freeorphanedchains | Solo FAT/FAT32/exFAT: libera las cadenas de clúster huérfanas que pueda haber en lugar de recuperar su contenido. |
| /markclean          | Solo FAT/FAT32/exFAT: marca el volumen como limpio si no se detectan daños, incluso aunque no se haya especificado /F. |